# Hồng Việt, Đông Hưng
Hồng Việt là một xã nằm rìa phía Tây của huyện Đông Hưng, tỉnh Thái Bình, Việt Nam.
Ngày 16/12/2014, Chủ tịch nước đã ký Quyết định số 3328/QĐ - CTN phong tặng danh hiệu Anh hùng Lực lượng Vũ trang Nhân dân cho Đảng bộ, nhân dân và lực lượng vũ trang xã Hồng Việt.

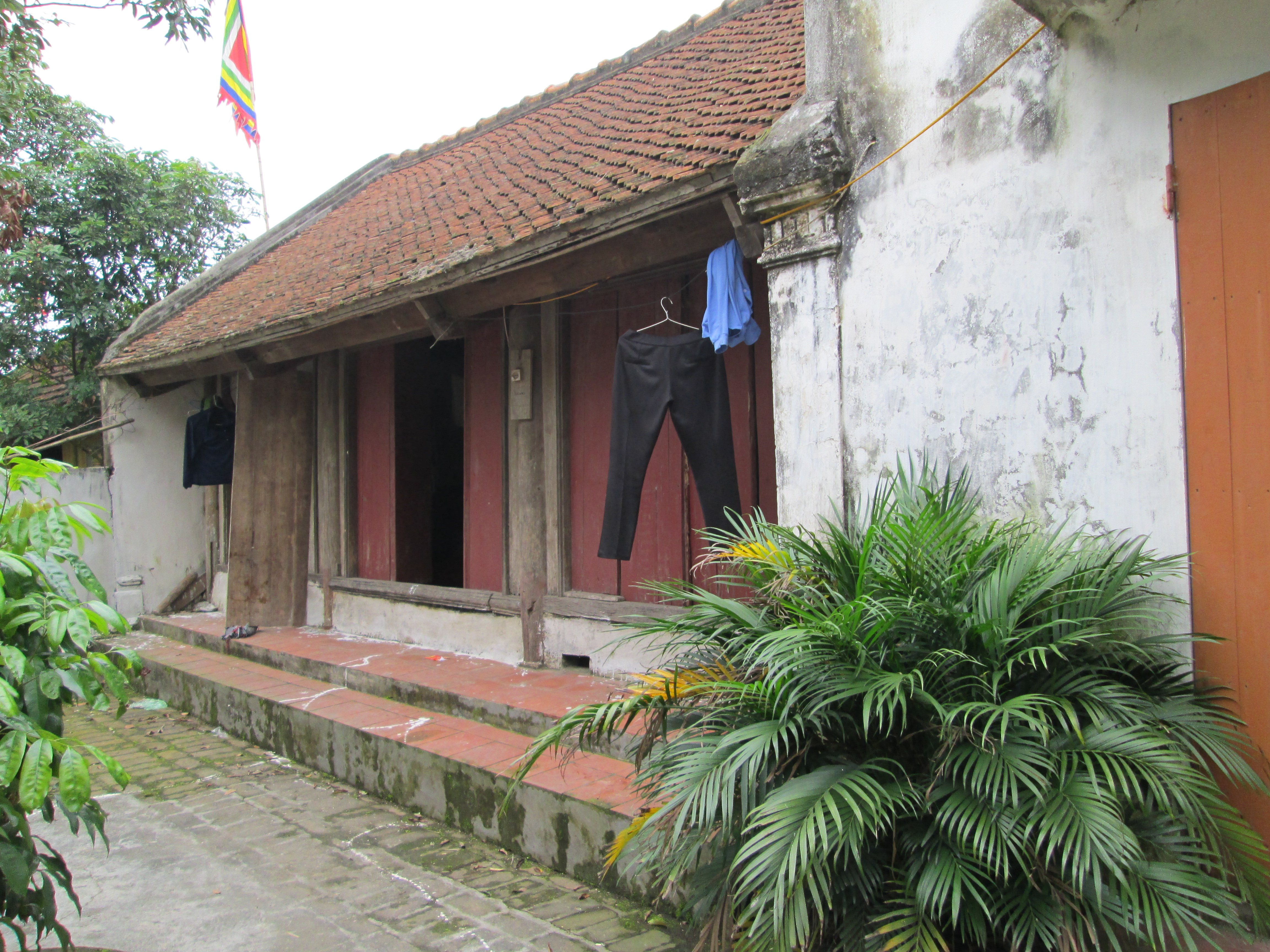
Ngôi nhà với kiến trúc cổ tại Hồng Việt

## Diện tích và dân số
Xã Hồng Việt có diện tích tự nhiên 6,5 km². Tổng điều tra dân số năm 2010, xã có 1.700 hộ dân, dân số gần 7.000 người.

## Lịch sử - Hành chính
- Trước Cách mạng Tháng Tám năm 1945, các thôn Phú Khê Đông, Phú Khê Đoài, Phú Khê Tứ thuộc xã Phú Khê, tổng Phú Khê, phủ Tiên Hưng; các thôn Quán Xá, Bá Thôn, Đồng Mai thời Nguyễn đã được nâng lên thành xã và thuộc tổng Phú Khê; thôn Quán Thôn là xã Quán Thôn (tách từ xã Cổ Quán) thuộc tổng Cổ Quán cũng thuộc phủ Tiên Hưng. Các thôn Phú Khê còn được gọi là các làng Hưng (Hưng Đông, Hưng Đoài, Hưng Tứ), là tên trước đây được người dân trong vùng sử dụng.
- Đến năm 1946, xã Phú Khê đổi thành xã Tân Hưng, xã Bá Thôn sáp nhập với xã Đồng Mai và Quán Xá thành xã Tân Dân, xã Quán Thôn nhập vào xã Nguyên Lâm.
- Tháng 4 năm 1947, Chính quyền tỉnh ra quyết định tổ chức lại các cấp chính quyền địa phương: giải thể các xã cũ và sáp nhập các thôn với nhau thành xã với quy mô lớn hơn. Theo đó, thành lập xã Bạch Đằng với các thôn: Hậu Trung, An Liêm, An Lập, An Ri, Phú Khê Đông, Phú Khê Đoài, Phú Khê Tứ, Bá Thôn, Đồng Mai, Quán Xá. Riêng thôn Quán Thôn thuộc xã Hoa Lư.
- Tháng 10 năm 1949, ủy ban hành chính tỉnh ra quyết định chia các xã với quy mô nhỏ hơn, ít thôn hơn. Xã Hồng Việt được thành lập từ các thôn Bá Thôn, Phú Khê Đông, Phú Khê Đoài, Phú Khê Tứ, Đồng Mai, Quán Xá của xã Bạch Đằng và thôn Quán Thôn của xã Hoa Lư.
- Về tên Hồng Việt có nghĩa hiểu là Con Lạc - Cháu Hồng, thuộc dòng dõi rồng tiên hoặc cũng có ý kiến cho rằng tên Hồng Việt được ghép từ tên dòng sông Hồng bồi đắp phù sa tạo nên mảnh đất Thái Bình và tên nước Việt Nam, dân tộc Việt Nam ta.
- Năm 1955, thực hiện giảm tô và cải cách ruộng đất, các xã lại tiếp tục được điều chỉnh nhỏ hơn. Theo đó, thôn Quán Xá tách ra nhập vào xã Hồng Châu vừa thành lập. Xã Hồng Việt còn sáu thôn.
- Nam 1965-1975, thực hiện chương trình di dân di xây dựng vùng kinh tê mới. Các hộ ngoài làng được di dời vào trong làng; đồng thời mạnh dạn giải tán thôn Đồng Mai để đưa dân vào trong làng và kết hợp lượng lớn đảng viên và nhân dân các thôn khác di xây dựng vùng kinh tế mới ở Điện Biên. Xã lúc này chỉ còn 5 thôn.
- Đầu những năm 70, thành lập Hợp tác xã toàn xã, các đội sản xuất được thành lập.
- Đến đầu những năm 90, giải thể các đội sản xuất và thành lập mới các xóm theo thứ tự tên gọi từ 1 đến 6.
- Ngày 4/4/2003, UBND tỉnh ra Quyết định số 70/2003/QĐ-UBND về việc chuyển đổi, thành lập các thôn thuộc xã Hồng Việt: làng Bá Thôn (làng Bứa) được chia làm hai là thôn Bá thôn I (hay gọi là Bá Mai) và Bá Thôn II (thường gọi là Bá Thôn). Các thôn Phú Khê Đông, Phú Khê Đoài, Phú Khê Tứ thì bỏ từ Phú Khê di còn là Đông, Đoài, Tứ.

Xã Hồng Việt lúc này có 649,38 ha diện tích tự nhiên và 6.943 nhân khẩu, cách thị trấn Đông Hưng 13 km, là một xã thuần nông nội đồng kinh tế còn nhiều khó khăn.
- Thống kê năm 2010, xã có 649,164 ha và 6.984 nhân khẩu.

Địa chính của xã được chia cắt bởi con sông Sa Lung.
- Xã Hồng Việt hiện nay chia làm 6 Thôn (gồm 5 làng) và 1 xóm:

1. thôn Bá Mai - làng Bứa (còn gọi là Bứa 1 xóm 1) được ngăn cách với thôn Bá Thôn bởi trục đường chính của xã về phía đông, 2 thôn này chung lại là làng Bứa (tên nôm từ xa xưa, giờ vẫn còn dùng khá phổ biến).
2. thôn Bá Thôn - làng Bứa (còn gọi là Bứa 2 và xóm 2) có trục đường liên huyện (đi sang huyện Hưng Hà) đi qua và chợ Bứa của cả xã, chợ thường họp vào sáng sớm các ngày trong tuần, khá nhộn nhịp và đông đúc nhưng vì ven trục đường liên huyện nên hay xảy ra tình trạng lộn xộn, tắc đường. Ngoài ra, thôn còn có đình Bứa mở hội hàng năm vào ngày giằm tháng 2 âm lịch.
3. thôn Đông - làng Đông (còn gọi Hưng Đông và xóm 3).
4. thôn Quán Thôn - làng Quán (còn gọi là thôn Quán và xóm 4).
5. thôn Đoài - làng Đoài (còn gọi Hưng Đoài xóm 5).
6. thôn Tứ - làng Tứ (còn gọi Hưng Tứ và xóm 6).
7. xóm Đồng Mai, đây là 1 xóm mới nằm ở phía Đông dọc theo trục đường liên xã ven sông Sa Lung. Cùng với thôn Đông và thôn Quán là 3 nơi trồng nhiều hoa, cây cảnh có chất lượng cũng như giá trị kinh tế thuộc hàng cao nhất cả huyện và nổi tiếng trong toàn tỉnh.

## Địa giới hành chính
Xã Hồng Việt nằm ở phía tây của huyện Đông Hưng.
- Phía đông giáp xã Thăng Long
- Phía nam giáp xã Hồng Bạch
- Phía tây và phía bắc giáp huyện Hưng Hà.

Đây là một xã nằm cuối huyện và khá xa trung tâm huyện, tỉnh. Việc đi lại chưa được thuận tiện nên việc giao lưu kinh tế, xã hội gặp nhiều khó khăn.

## Kinh tế
Kinh tế của xã chủ yếu dựa vào nông nghiệp và dịch vụ nông nghiệp là chính nên còn rất khó khăn; kinh tế phát triển khá chậm, thu nhập người dân còn thấp và không đồng đều giữa nghề lúa với nghề cây cảnh.
Dân cư chủ yếu là trồng lúa (tập trung ở thôn Bá Thôn, Bá Mai, Thôn Đoài, thôn Tứ) và hoa và cây cảnh (tập trung ở xóm Đồng Mai, thôn Đông, thôn Quán). Ngoài ra, thanh niên và đàn ông trong độ tuổi lao động thường lên thành phố kiếm việc làm thêm lúc nông nhàn (công nhân, phụ hồ,...)
Chương trình " Mục tiêu Quốc gia về xây dựng Nông thôn Mới " giai đoạn 2010-2015 đã và đang được triển khai mạnh mẽ làm thay đổi bộ mặt toàn địa phương, đặc biệt:
- Về Giao thông nông thôn: đã huy động nhân dân đóng góp làm đường trục xã, trục thôn, giao thông nội đồng với tổng kinh phí trên 13,4 tỷ đồng. Đường trục xã, liên xã được bê tông nhựa hóa đạt 100%. Đường trục thôn, xóm được cứng hóa (bê tông) đạt chuẩn chất lượng và số lượng 100% vào năm 2014;
- Xã đã hoàn thành công tác dồn điền đổi thửa, đắp bờ vùng bờ thửa vào cuối năm 2012. Và đang tiến hành cứng hóa nốt phần kênh mương nội đồng còn lại trong những năm tới.
- Đến năm 2014 - 2015 xã Hồng Việt đã hoàn thành 15/19 tiêu chí nông thôn mới, phấn đấu về đích nông thôn mới vào năm 2016.

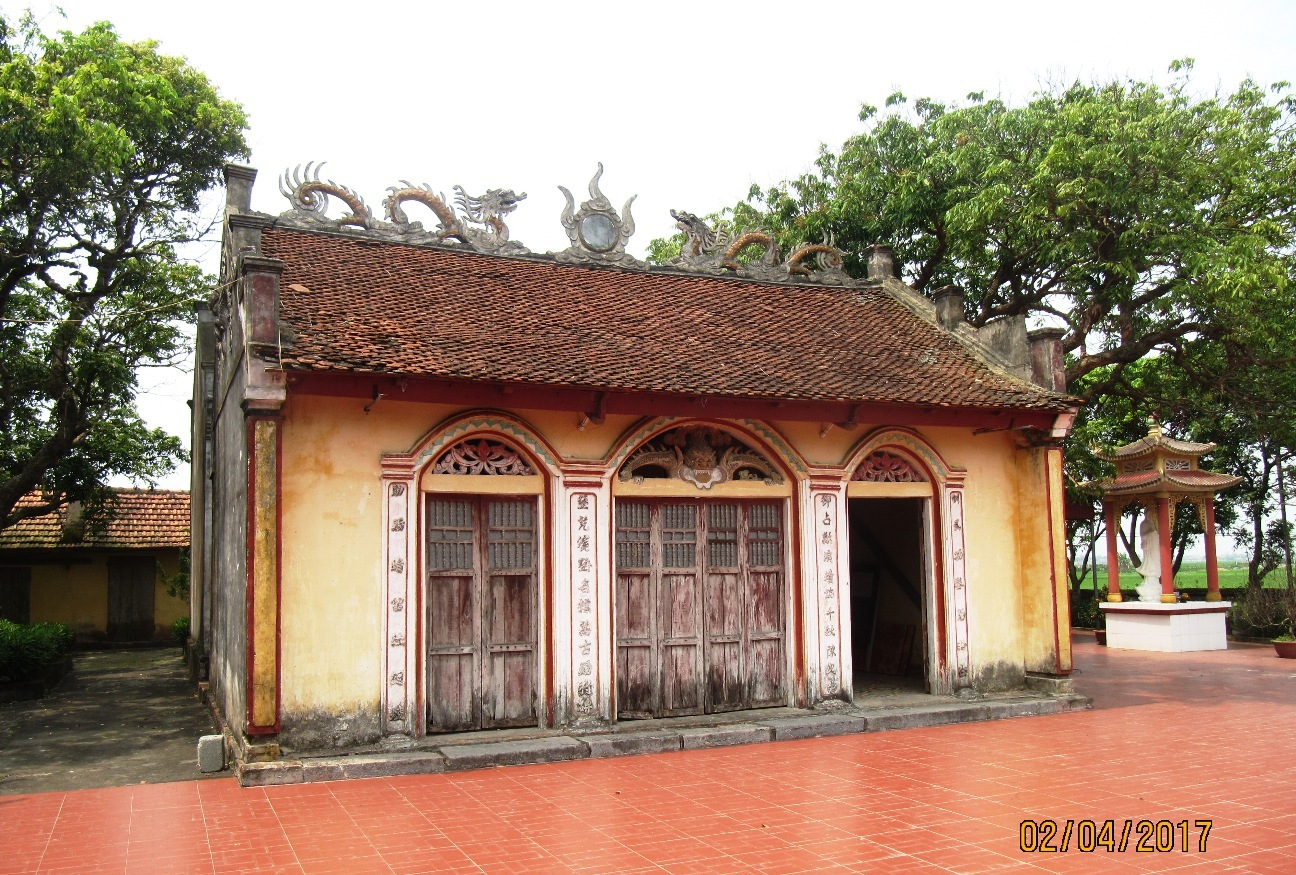
Đền Thái bảo Đỗ Tử Bình ở thôn Hưng Tứ, 2017.
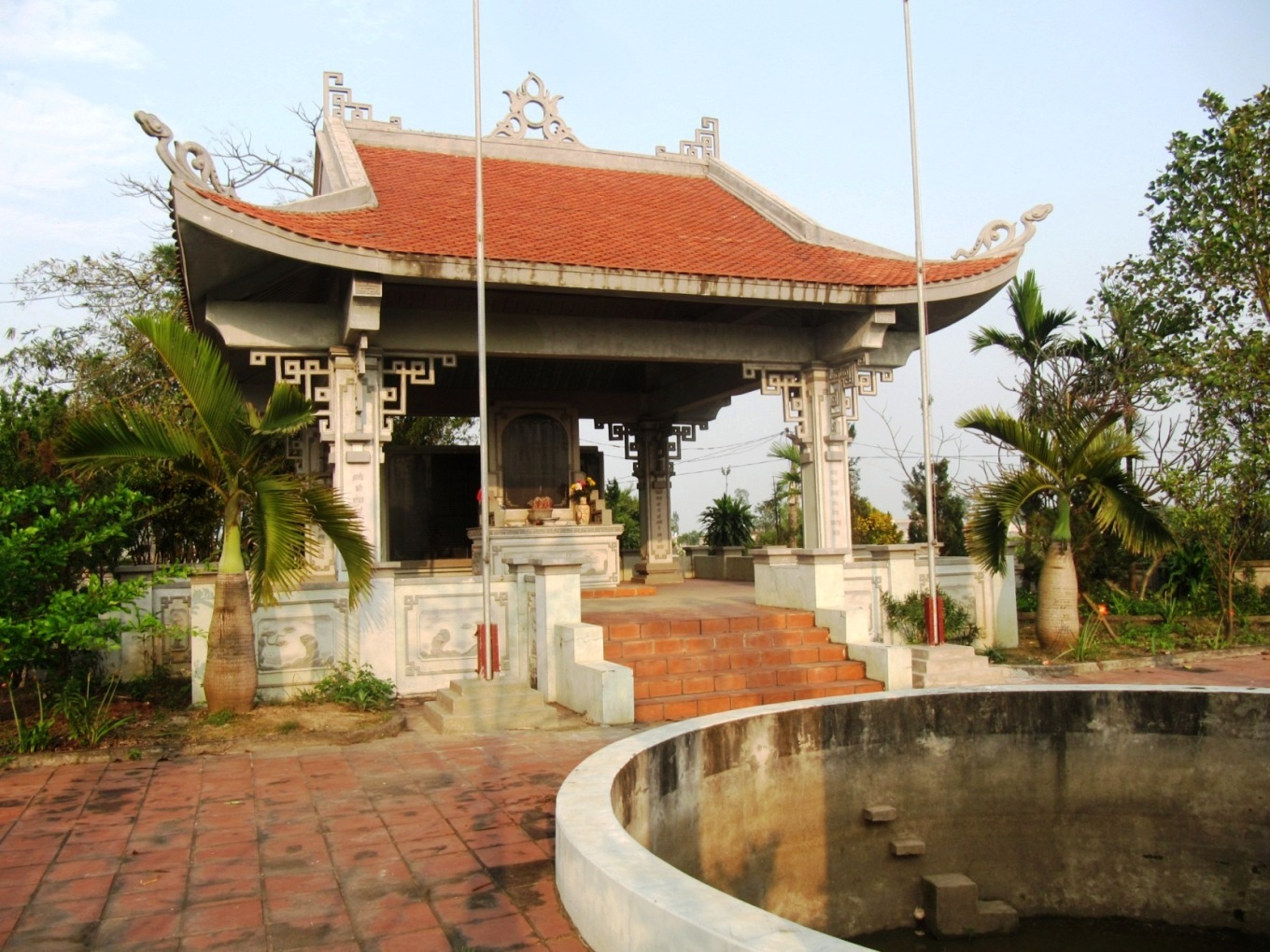
Bia thờ trong khu mộ thượng thư Lương Quy Chính ở thôn Hưng Đông.
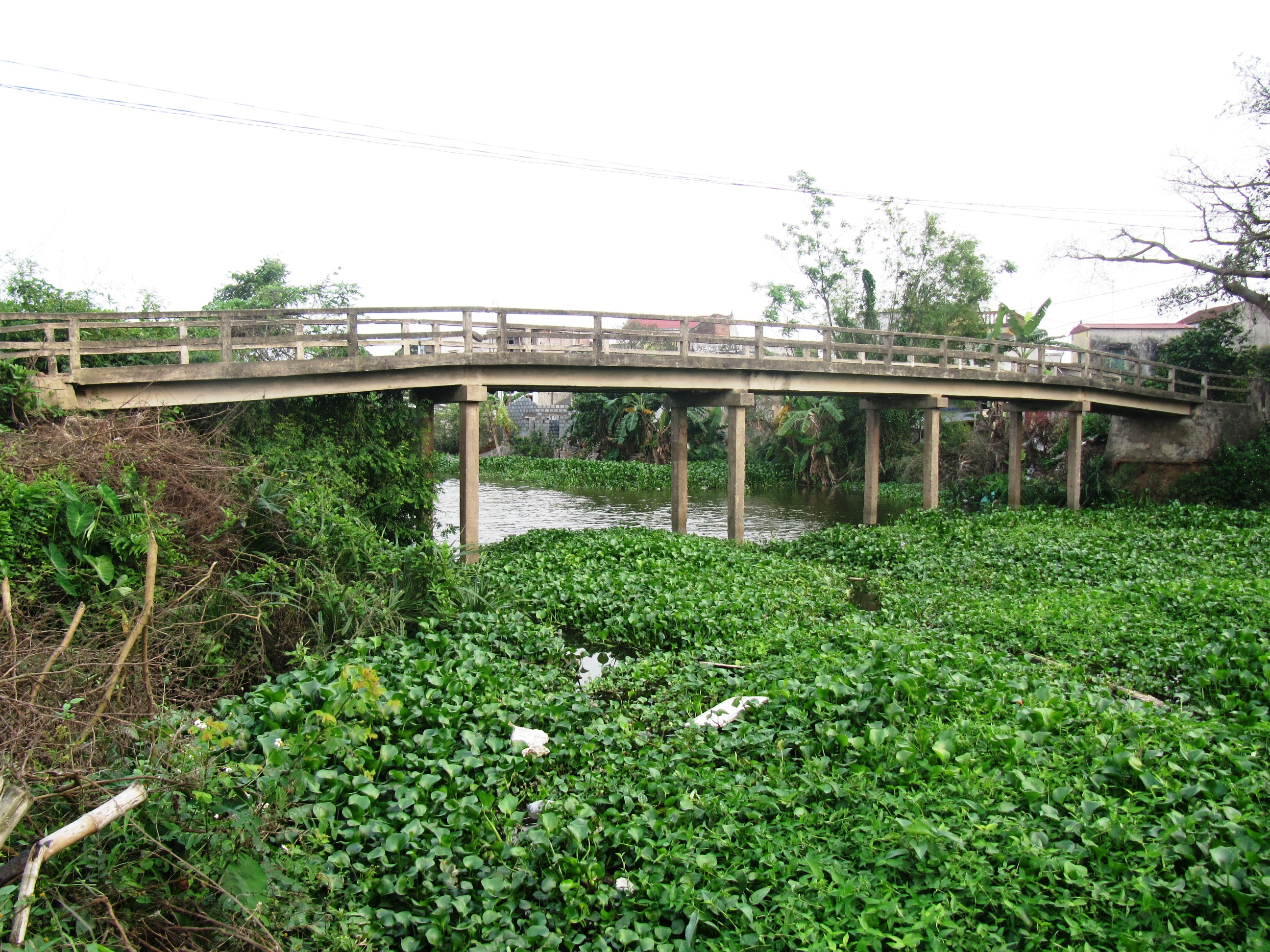
Cầu Hưng Đoài qua sông Sa Lung, xây dựng năm 1970. Nay sông bỏ hoang.

## Những nhân vật danh tiếng có liên quan đến xã Hồng Việt
| Tên                          | Sinh thời | Sự nghiệp |
| ---------------------------- | --------- | --- |
| Lương Thị Kiền Lương Thị Tấu | Tk.1      | Hai chị em là hai vị nữ tướng tham gia khởi nghĩa Hai Bà Trưng. |
| Đỗ Tử Bình                   | 1324-1381 | Vị tướng nhà Trần, có sự nghiệp gắn với cuộc chiến giữa Đại Việt và Chiêm Thành hồi thế kỷ 14. Đền Thái Bảo Đỗ Tử Bình ở làng Hưng Tứ được công nhận là Di tích lịch sử văn hóa quốc gia.                                            |
| Nguyễn Sơn                   | Tk.18     | Võ quan, khi Nguyễn Huệ ra Bắc (1786), ông đến với Nguyễn Huệ, được phong chức Đô đốc, tham gia đoàn quân giải phóng Thăng Long, rồi ra giữ thành Phao Sơn (Chí Linh, Hải Dương). Nhà thờ Đô đốc Nguyễn Sơn là di tích cấp tỉnh.     |
| Lương Quy Chính              | 1825-1908 | Nhân sỹ, làm quan thời vua Tự Đức, đến đời vua Thành Thái giữ chức Thượng thư Bộ Hộ, tổ chức đào sông Sa Lung ở bắc Thái Bình. Từ đường thờ Thượng thư được công nhận là Di tích lịch sử văn hóa quốc gia. Quê làng Hưng, Hồng Việt. |
| Trương Đăng Thủy             | 1897 -?   | Đảng viên CSVN lớp đầu. Nhà lưu niệm cụ Trương Thủy là di tích cấp tỉnh. Quê Bá Thôn, Hồng Việt. |
| Lương Duyên Hồi              | 1903-1986 | Đảng viên CSVN lớp đầu ở Thái Bình. Sau phong trào Xô viết 1930 ở Thái Bình bị kết án 10 năm khổ sai, lưu đày sang Guyane năm 1931. Sau này là đại biểu Quốc hội VN DCCH khóa 2. Quê làng Hưng Tứ, Hồng Việt.                        |
| Lương Duyên Dược             | 1925-1985 | Bí danh Phạm Thái, cục trưởng cục Điều tra Hình sự QĐNDVN. |
| Lương Thị Hồng Quyến         | 1929-1999 | Bí danh Lê Phương Hằng, phó chánh án Tòa án Nhân dân Tối cao nhiệm kỳ 1979-1986. Quê làng Hưng Đông, Hồng Việt. |
| Phạm Minh Đức                | 1940-...  | Nhà nghiên cứu văn hóa, Sở Văn hóa, Thể thao và Du lịch Thái Bình, tác giả "Văn hóa ẩm thực Thái Bình" và nhiều công trình Hán-Nôm. Quê làng Hưng Tứ, Hồng Việt.                                                                     |
| Lương Anh Dũng               | 1942-...  | Kiến trúc sư, nguyên Chủ tịch HĐQT Cty CP Tư vấn Kiến trúc, tác giả thiết kế nhà ga T1 sân bay Nội Bài đoạt giải nhất Giải thưởng kiến trúc năm 2002 . Quê làng Hưng Đông, Hồng Việt.                                                |
| Phạm Quý Tiêu                | 1957-2016 | Thứ trưởng bộ Giao thông vận tải từ 2009, tái bổ nhiệm 2014. Quê làng Hưng Đông, Hồng Việt . |